# Arquitectura efímera (álbum)
Arquitectura efímera es el cuarto álbum de estudio del grupo español Fangoria, publicado el 26 de abril de 2004, por GASA, +Más y Warner Music México. Tras el reconocimiento de su anterior álbum Naturaleza muerta (2001), el grupo decidió abandonar Subterfuge para así abrirse a un mercado más internacional. El título del disco fue inspirado por una exposición de arquitectura en Chicago que visitaron Alaska y Nacho. Lo eligieron por su contradicción lógica y por reflejar el pop efímero que caracteriza al álbum. Arquitectura efímera fue concebido como un proyecto conjunto con el MUSAC, en el que videoartistas utilizaron las canciones del álbum como base para crear sus obras, las cuales fueron plasmadas en el DVD de la edición especial. Según las palabras del propio Canut, el álbum cierra una trilogía que comenzó con Una temporada en el infierno (1999), cuyo concepto fue explorar la evolución del pop a través de tres trabajos distintos, cada uno con un enfoque más pronunciado en el género que el anterior.
Producido junto a Carlos Jean, el disco consta de 12 canciones que combinan guitarras y electrónica, pero con una notable construcción artística. Siguiendo la estructura de sus trabajos previos, incluye once temas originales y una versión en español de «Here Today, Gone Tomorrow» de los Ramones. 
Del álbum se obtuvieron cuatro sencillos. «Retorciendo palabras», el primero de ellos, se convirtió en uno de los sencillos más exitosos de Fangoria a nivel nacional, llegando a ser número uno durante varias semanas consecutivas. Fue seguido por «Miro la vida pasar», otro éxito en listas, siendo número uno de nuevo. «La mano en el fuego» y «Entre mil dudas» fueron publicados como tercer y cuarto sencillos respectivamente, siendo ambos un éxito en listas. La promoción del disco continuó durante 2004 y 2005 con el Arquitectura efímera tour.
A finales de 2004 el álbum había comercializado unas 75,000 copias, llegando a ser disco de oro en España. A nivel mundial se estima que ha vendido unas 110,000 copias.

## Antecedentes y desarrollo

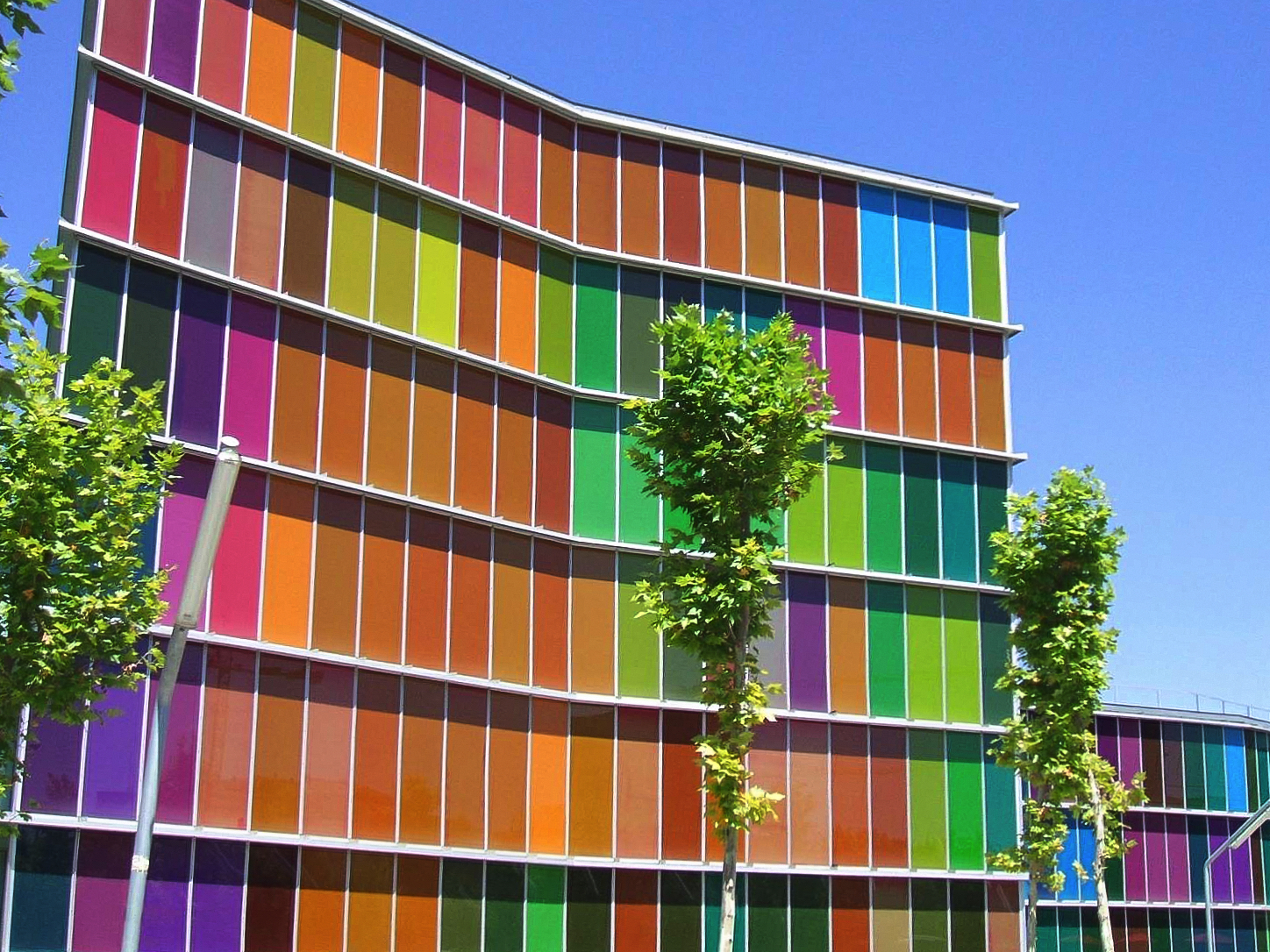
Museo de Arte Contemporáneo de Castilla y León (MUSAC).

Dentro del círculo de amistades de Alaska y Nacho, que pertenecen al mundo del arte, se encontraba Rafael Doctor, quien para cuando se publicó este álbum era el director del Museo de Arte Contemporáneo de Castilla y León (MUSAC), un museo cuya construcción aún no había finalizado en 2004. Ya en 2002, cuando Rafael se enteró de que estaría al frente del museo, propuso la idea de un proyecto conjunto entre Fangoria y el MUSAC. En este proyecto, artistas comisariados por el museo realizarían obras basadas en las canciones del próximo álbum de Fangoria, que en ese momento aún no estaba en proceso de producción. 
Cuando finalmente se publicó Arquitectura efímera en abril de 2004, el MUSAC aún no había inaugurado, pero el DVD incluido en la edición limitada del álbum se consideró la primera exposición del museo. Según Rafael Doctor, para realizar una exposición no es necesario contar con un museo físico ni con paredes levantadas para colgar las obras; el concepto de exposición va mucho más allá de eso. Además, dado que en este caso se trataba de videoartistas, los proyectos plasmados en video fueron incluidos en el DVD, lo que permitió que el público que adquiriera la edición especial tuviera en su casa obras de arte que, de otro modo, solo podrían encontrarse en un museo.

## Lanzamiento y promoción

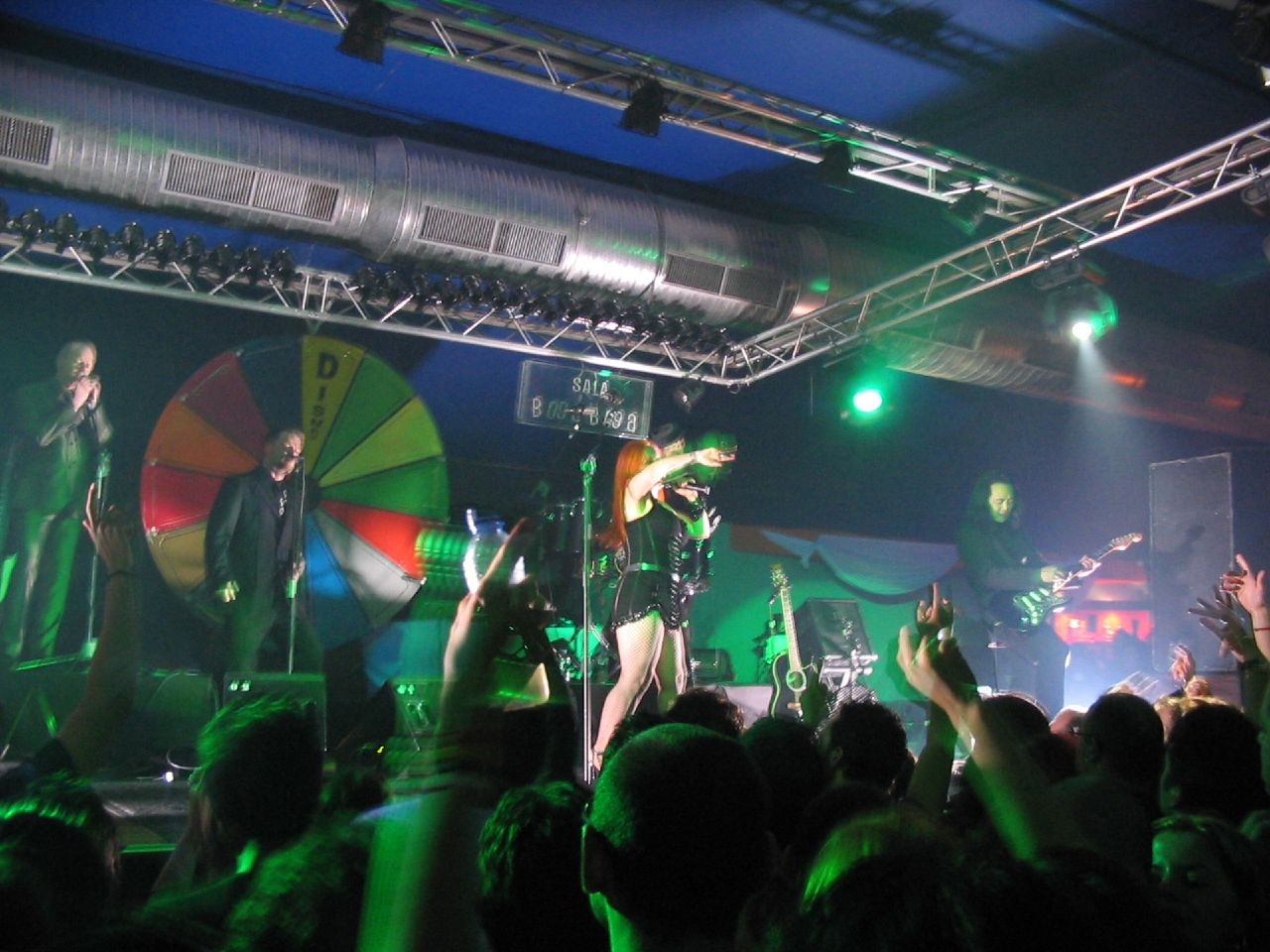
Fangoria interpretando «En la Disneylandia del amor» durante un concierto en abril de 2005.

El lanzamiento comercial estuvo acompañado de una intensa campaña promocional, algo nunca antes visto con Fangoria. La banda apareció en casi todas las revistas especializadas en música y tendencias, realizó numerosas apariciones en televisión y radio, y contó con publicidad en radio, prensa e internet.
Este álbum fue lanzado en varios formatos distintos. La edición estándar consistía en un CD de audio insertado en el típico estuche de plástico jewel case. Incluye un único disco con 12 canciones, acompañado de un libreto, y fue publicada tanto en España como en México. Por otro lado, la edición especial, disponible exclusivamente en España, contiene el CD de la edición estándar junto con un DVD que presenta 6 videos realizados por diversos artistas alternativos como parte de un proyecto para el Museo de Arte Contemporáneo de Castilla y León (MUSAC). Esta edición especial viene en formato libro, no en el típico digipack desplegable. La portada y contraportada están hechas en guaflex, y al abrir el libro, se encuentran las guardas de color rosado-salmón. En la guarda posterior, que no está pegada a la cubierta, se inserta el CD original en un bolsillo especialmente diseñado. En la guarda final, también con un bolsillo, se encuentra el DVD. En el interior del libro, se incluyen las letras de las canciones con sus respectivos créditos de autoría, acompañadas de ilustraciones que representan cajas que inicialmente parecen cerradas, pero que se despliegan cambiando su apariencia. Además, contiene información sobre la grabación del álbum, fotogramas de los videos de las canciones y, hacia el final, una serie de fotografías que reinterpretan de manera humorística portadas de discos de artistas conocidos, como Alaska y Dinarama (portada del álbum Deseo carnal), Björk (portada del álbum Debut), y Whitney Houston (portada del sencillo «I Wanna Dance with Somebody (Who Loves Me)»), entre otros. 
Finalmente, la cita elegida para este álbum es: «Siempre hay alguien más joven y hambriento bajando la escalera detrás de ti», frase pronunciada por Crystal Connors (Gina Gershon) a Nomi Malone (Elizabeth Berkley) en la película Showgirls (1995).

### Sencillos
El primer maxisencillo fue «Retorciendo palabras», que incluía la versión original y tres remezclas. Se publicó el 5 de abril de 2004; varias semanas antes del lanzamiento del álbum, alcanzando el puesto número 1 en la lista de ventas de sencillos durante varias semanas. El segundo sencillo publicado fue «Miro la vida pasar», lanzado el 12 de julio de 2004, y al igual que el anterior, logró alcanzar el puesto número 1. Este maxisencillo incluye dos remezclas, una de Marc Almond y otra realizada por TV y TX.
El tercer sencillo extraído del álbum fue «La mano en el fuego», publicado el 18 de octubre de 2004. Aunque alcanzó el puesto número uno, su reconocimiento fue inferior al de los anteriores. Este maxisencillo incluye la versión del álbum, un remix de Vive la Fête y un medley que fusiona una canción de Family («Carlos baila») y otra de Alaska y los Pegamoides («Otra dimensión»). El 27 de enero de 2005 se publicó el cuarto sencillo del álbum, «Entre mil dudas», que logró posicionarse en el puesto número tres de la lista de ventas de sencillos. El maxisencillo incluye la versión del álbum, un remix de Spam y una versión de la canción de Alaska y Dinarama «Carne, huesos y tú» junto a Sôber.

## Recepción

### Comercial
Para octubre de 2004, el álbum ya había alcanzado el estatus de disco de oro, con más de 75,000 copias vendidas en España. En la primavera de 2005, el disco fue lanzado en México, donde superó las 35,000 copias vendidas. Simultáneamente, se publicó una reedición del álbum y comenzó la gira Varietés, en conmemoración de los 15 años de Fangoria. En esta gira, el grupo recorrió toda su discografía, acompañado por La Prohibida y Nancys Rubias. Tras concluir la gira veraniega de 2005, que los llevó a países como España, México, EE. UU. y Japón, Fangoria se centró en la grabación de su siguiente disco.
El álbum ha vendido un total de 110,000 copias entre España y México, alcanzando el puesto número tres en las listas de ventas y permaneciendo 28 semanas en las listas españolas de los álbumes más vendidos.

## Lista de canciones
- Edición estándar.

Todas las canciones fueron producidas por Fangoria y Carlos Jean.
| N.º | Título                                     | Escritor(es)                                                                   | Duración |  |
| 1.  | «La mano en el fuego»                      | Fernando Delgado Ignacio Canut Manuel Ríos Mauro Canut Olvido Gara Pablo Sycet | 2:51     |  |
| 2.  | «Retorciendo palabras»                     | Ajo Carlos Jean Canut Gara                                                     | 3:58     |  |
| 3.  | «Nadie mejor que tú»                       | Ger Espada Canut Luis Prosper Gara Sycet                                       | 3:01     |  |
| 4.  | «Miro la vida pasar»                       | Delgado Canut M. Canut Gara Sycet                                              | 4:04     |  |
| 5.  | «En otro mundo»                            | Ibon Errazkin Gara Teresa Iturrioz                                             | 3:13     |  |
| 6.  | «Entre mil dudas»                          | Delgado Canut Ríos M. Canut Gara Sycet                                         | 3:18     |  |
| 7.  | «Adiós»                                    | Canut Prosper Gara Sycet                                                       | 3:28     |  |
| 8.  | «El arte de decir que no»                  | Canut M. Canut Gara Sycet                                                      | 2:46     |  |
| 9.  | «Interior de una nave espacial abandonada» | Canut Manolo Campoamor M. Canut Gara Sycet                                     | 3:52     |  |
| 10. | «La diferencia entre la fe y la ciencia»   | Canut Prosper Gara                                                             | 4:04     |  |
| 11. | «Teatro del dolor»                         | Delgado Canut Ríos M. Canut Gara Sycet                                         | 3:07     |  |
| 12. | «Hoy aquí, mañana vete»                    | Douglas Colvin Jeffrey Hyman John Cummings Tom Erdelyi Canut Gara Sycet        | 3:36     |  |

- Edición libro para MUSAC (CD+DVD).

| DVD |                                                    |                     |          |  |
| N.º | Título                                             | Director            | Duración |  |
| 1.  | «Adiós»                                            | Manu Arregui        | 3:25     |  |
| 2.  | «Retorciendo palabras»                             | Carles Congost      | 4:19     |  |
| 3.  | «Interior de una nave espacial abandonada»         | Ruth Gómez          | 3:57     |  |
| 4.  | «Nadie mejor que tú»                               | Christian Jankowski | 3:30     |  |
| 5.  | «El arte de decir que no ("Medusa")»               | Marina Núñez        | 3:42     |  |
| 6.  | «La mano en el fuego»                              | Martín Sastre       | 4:20     |  |
| 7.  | «Texto: Museo del presente - Arquitectura efímera» |                     | 3:01     |  |
| 8.  | «Texto: Arte en el hipermercado»                   |                     | 4:42     |  |

Notas
- «Hoy aquí, mañana vete» es una versión en español de «Here Today, Gone Tomorrow» original del grupo Ramones.